# MÁV 520,5 sorozat
| kkStB 80 / kkStB 80.100 / kkStB 80.600 / kkStB 80.900 / SB 80 / BBÖ 80 / BBÖ 80.800 / ČSD 524.0 / FS 475 / FS 476 / JDŽ 28 / JDŽ 144 / PKP Tw12 / CFR 50 / MÁV 520.5 / ÖBB 57 / ÖBB 157 | kkStB 80 / kkStB 80.100 / kkStB 80.600 / kkStB 80.900 / SB 80 / BBÖ 80 / BBÖ 80.800 / ČSD 524.0 / FS 475 / FS 476 / JDŽ 28 / JDŽ 144 / PKP Tw12 / CFR 50 / MÁV 520.5 / ÖBB 57 / ÖBB 157 | kkStB 80 / kkStB 80.100 / kkStB 80.600 / kkStB 80.900 / SB 80 / BBÖ 80 / BBÖ 80.800 / ČSD 524.0 / FS 475 / FS 476 / JDŽ 28 / JDŽ 144 / PKP Tw12 / CFR 50 / MÁV 520.5 / ÖBB 57 / ÖBB 157 | kkStB 80 / kkStB 80.100 / kkStB 80.600 / kkStB 80.900 / SB 80 / BBÖ 80 / BBÖ 80.800 / ČSD 524.0 / FS 475 / FS 476 / JDŽ 28 / JDŽ 144 / PKP Tw12 / CFR 50 / MÁV 520.5 / ÖBB 57 / ÖBB 157 | kkStB 80 / kkStB 80.100 / kkStB 80.600 / kkStB 80.900 / SB 80 / BBÖ 80 / BBÖ 80.800 / ČSD 524.0 / FS 475 / FS 476 / JDŽ 28 / JDŽ 144 / PKP Tw12 / CFR 50 / MÁV 520.5 / ÖBB 57 / ÖBB 157 | kkStB 80 / kkStB 80.100 / kkStB 80.600 / kkStB 80.900 / SB 80 / BBÖ 80 / BBÖ 80.800 / ČSD 524.0 / FS 475 / FS 476 / JDŽ 28 / JDŽ 144 / PKP Tw12 / CFR 50 / MÁV 520.5 / ÖBB 57 / ÖBB 157 |
| Műszaki adatok | Műszaki adatok | Műszaki adatok | Műszaki adatok | Műszaki adatok | Műszaki adatok |
| --- | --- | --- | --- | --- | --- |
| | 80.01–36 | 80.100–203 | 80.600–602 | 80.603–604 | 80.900–4915 |
| Gyártó | Floridsdorf, Bécsújhely, StEG | Floridsdorf, Bécsújhely, StEG | Floridsdorf, Bécsújhely, StEG | Floridsdorf, Bécsújhely, StEG | Floridsdorf, Bécsújhely, StEG |
| Gyártásban | 1909-1918 | 1909-1918 | 1909-1918 | 1909-1918 | 1909-1918 |
| Selejtezés | 1969-ig | 1969-ig | 1969-ig | 1969-ig | 1969-ig |
| Jelleg | E h2v | E h2v | E h2 | E h2 | E h2 |
| Hengerek átmérője | 590/850 mm | 590/850 mm | 590 mm | 590 mm | 590 mm |
| Dugattyú lökethossza | 632 mm | 632 mm | 632 mm | 632 mm | 632 mm |
| Hajtókerék-átmérő | 1258 mm | 1258 mm | 1258 mm | 1258 mm | 1258 mm |
| Csatolt kerekek tengelytávolsága | 5600 mm | 5600 mm | 5600 mm | 5600 mm | 5600 mm |
| Ösztengelytávolság | 5600 mm | 5600 mm | 5600 mm | 5600 mm | 5600 mm |
| Össztengelytávolság szerkocsival | 12 548 mm | 12 548 mm | 12 548 mm | 12 548 mm | 12 548 mm |
| Tűzcsövek száma | 148 | 148 | 140 | 140 | 148 |
| Csőfűtőfelület | 190,0 m² | 190,0 m² | 134,5 m² | 134,5 m² | 190,3 m² |
| Füstcsövek száma | 22 | 22 | – | 22 | 22 |
| Sugárzó fűtőfelület | 12,0 m² | 12,0 m² | 12,0 m² | 12,0 m² | 12,0 m² |
| Túlhevítőfelület | 26,8 m² | 26,8 m² | 67,1 m² | 67,1 m² | 26,8 m² |
| Rostélyflület | 3,42 m² | 3,42 m² | 3,42 m² | 3,42 m² | 3,42 m² |
| Gőznyomás | 14 atm | 14 atm | 14 atm | 14 atm | 14 atm |
| Szerkocsi típusa | 9, 56, 156, 256, 76, 86, 88 | 9, 56, 156, 256, 76, 86, 88 | 9, 56, 156, 256, 76, 86, 88 | 9, 56, 156, 256, 76, 86, 88 | 9, 56, 156, 256, 76, 86, 88 |
| Üres tömeg | 62,7 t | 62,7 t | nincs adat | nincs adat | 62,7 t |
| Tapadási tömeg | 69,4 t | 69,4 t | nincs adat | nincs adat | 69,4 t |
| Szolgálati tömeg | 69,4 t | 69,4 t | nincs adat | nincs adat | 69,4 t |
| Legnagyobb tengelynyomás | 14,1 t | 14,1 t | 14,1 t | 14,1 t | 14,1 t |
| Hossz | 17,280 m | 17,280 m | 17,280 m | 17,280 m | 17,280 m |
| Magasság | 4,650 m | 4,650 m | 4,610 m | 4,570 m | 4,570 m |
| Legnagyobb sebesség | 50 km/h | 50 km/h | 50 km/h | 50 km/h | 50 km/h |
| Tapadósúlyból számított vonóerő | 108,83 kN | 108,83 kN | 108,83 kN | 108,83 kN | 108,83 kN |

A kkStB 80 sorozat egy tehervonati szerkocsis gőzmozdonysorozat volt a kkStB-nél, a Déli Vasút is rendelt belőlük.

## Története
Miután a túlhevítési technika nemzetközileg ismertté vált, megépült a kkStB 180 sorozat túlhevített gőzű változata. A mozdonyok kompaund gépek voltak.
Ahogy Karl Gölsdorfnál megszokott volt, a túlhevítőfelület kicsi volt, így nem kellett attól tartani, hogy a magasabb hőmérséklet miatt a megfelelő kenés csak drága kenőolajjal biztosítható, amit külföldről kellett importálni.
1909 és 1910 között 36 mozdony készült hengeres tolattyús vezérléssel a magas nyomású és síktolattyús vezérléssel az alacsony nyomású hengereknél a floridsdorfi mozdonygyárban, a Bécsújhelyi Mozdonygyárban és a Steg mozdonygyárában. A síktolattyúk ferdék voltak, de a tömítésük így sem volt megfelelő, ezért 1911 és 1915 között 104 mozdonyt hengeres tolattyúsra építettek át (80.1000-80.103). Ezt a változatot nemcsak hazai megrendelésre, hanem exportra is gyártották továbbra is az első világháború után mind henger-, mind síktolattyús kivitelben (csak a 80.37 változat maradt Ausztriában). 1911-től 1918-ig a kkStB-nek készült ez a sorozat ikergépes kivitelben (80.900-2908). Ez a változat vált be legjobban.
A Déli Vasút szintén rendelt 80-asokat (1913-1915) mégpedig ikergépest 80.31-38, ami részleteiben eltért a kkStB mozdonyoktól. Az I. világháború után mind a nyolc mozdony az FS-hez került a 475/476 sorozatba.
A 80-asok nagy részét 1918-ig elsősorban a Cseh-, a Karawanken- és a Rudolbahnon, továbbá a Nyugati Vasúton alkalmazták. Abban az időben ez volt az egyik legjobbnak tartott mozdony, amit úgy lehetett használni, mint a Porosz G 10 típust.
Az I. világháború után 144 db a ČSD-hez került az 524.0 sorozatba, és az 1960-as évekig üzemeltek. A PKP a 80-asokat Tw12 sorozatba osztotta, a JDŽ 28-asba (később 144), a CFR pedig 50.0-ba. A MÁV-hoz is került néhány 80-as 520.5 sorozatba.
A BBÖ rendelt még további 80-as sorozatú mozdonyokat (80.1900-80.4900). Így 1919-1920 körül a BBÖ 5 ikergépest (Lentz szelepes vezérművel) és kiscsöves túlhevítővel (80.600-604). Így a BBÖ-nek összességében 213 db 80-as sorozatú mozdonya volt.
10 db-ot Perzsia (Irán) vásárolt. 1938-ban a Deutsche Reichsbahn a 80-asokat 57.101-105 (ex 80.600), 57.201-218 (ex 80.900) és 57.401-473 ( 80 és 80.100) pályaszámokba sorolta. A második világháború alatt a DRB 57-es állományba került a PKP és JDŽ ezen sorozatú mozdonyállománya. A II. világháború után az egykori 80-asok az Osztrák Szövetségi Vasutak-nál tehervonati szolgálatba kerültek. Volt közöttük még 12 kompaund gép (ÖBB 157), közülük ötöt 1960-ban selejteztek, és 69 ikergépes (ÖBB 57), melyből az utolsó 1968-ig szolgált.
A 80-asokat még kísérlet céljára is gyakran felhasználták. Így próbált ki Karl Gölsdorf a 80.990-esen a Giesl-Ejektort. Az eredmény már csak Gölsdorf halála után jelentkezett, és még a háborús bonyodalmak is hátráltatták. Külön említést érdemel még a 80.4911-es, amelyet egy füstgáz-előmelegítővel szereltek fel, amitől szögletes és rossz kinézetűvé vált, és a mozdonyt „Pukkantyú” vagy „Parasztrémísztő” csúfnéven emlegették. Csak a Lenz-féle szelepvezérlés beépítése jelentett még változást. Az így átépített mozdonyokat a 80.800 sorozatba osztották.
A 80.01-06 számú mozdonyokat a kkStB még azelőtt átszámozta 1994-ben kkStB 31.11-16-ra, mielőtt átadta volna a Dniester Bahnnak.

## Megőrzött mozdonyok
- JZ 28.006  Divača, Szlovénia

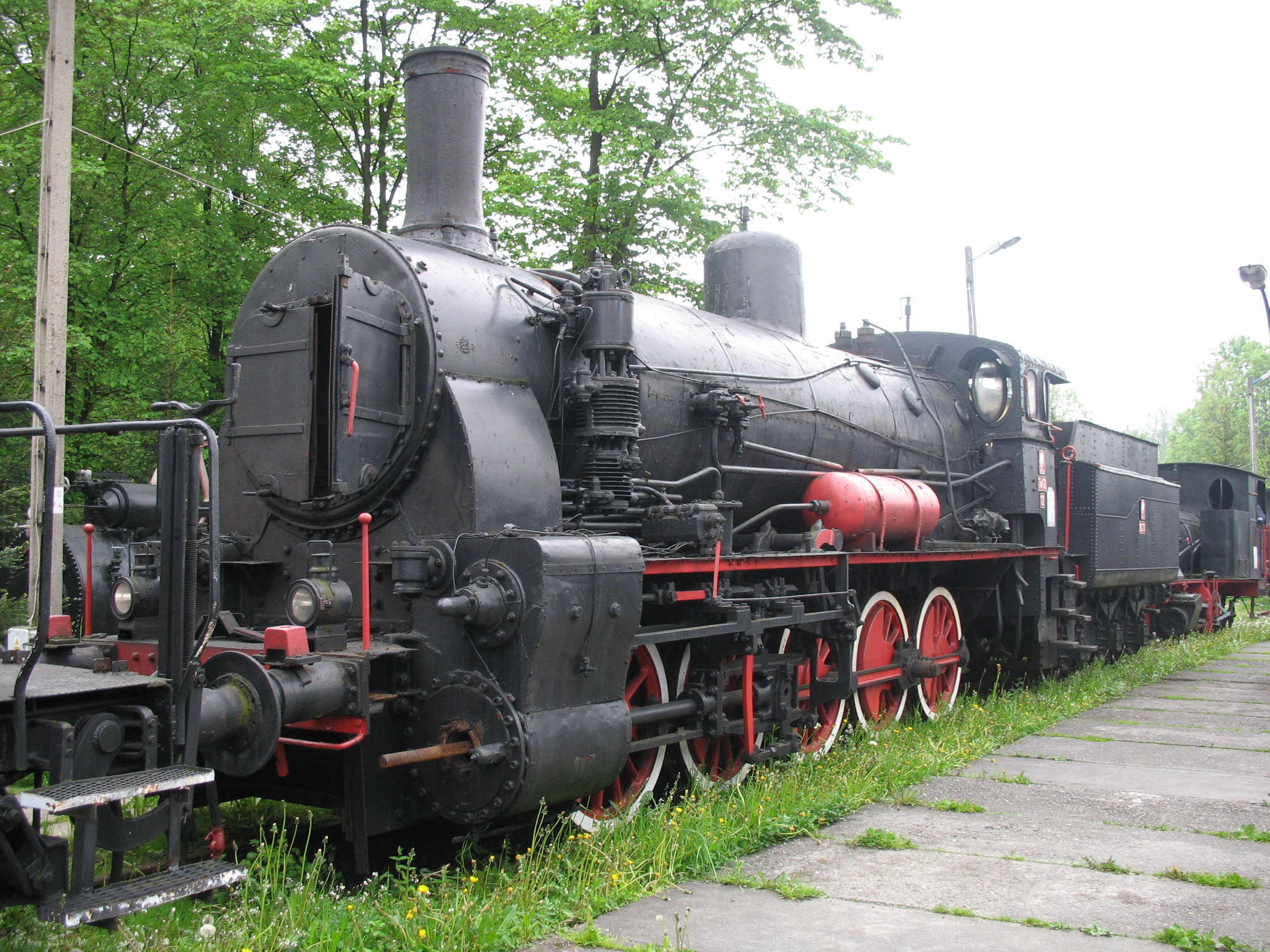
PKP Tw12-12 Chabówka Vasútmúzeum

- PKP Tw12-12 a Chabówka Vasútmúzeumban

## Fordítás
- Ez a szócikk részben vagy egészben  a   kkStB 80 című német Wikipédia-szócikk fordításán alapul.  Az eredeti cikk szerkesztőit annak laptörténete sorolja fel. Ez a jelzés csupán a megfogalmazás eredetét és a szerzői jogokat jelzi, nem szolgál a cikkben szereplő információk forrásmegjelöléseként.